# Орора (Минесота)
Орора (енгл. Aurora) град је у америчкој савезној држави Минесота.

## Демографија
По попису из 2010. године број становника је 1.682, што је 168 (-9,1%) становника мање него 2000. године.
| Група             | 2000.         | 2010.         |
| Белци             | 1.815 (98,1%) | 1.646 (97,9%) |
| Афроамериканци    | 1 (0,1%)      | 4 (0,2%)      |
| Азијати           | 7 (0,4%)      | 2 (0,1%)      |
| Хиспаноамериканци | 6 (0,3%)      | 9 (0,5%)      |
| Укупно            | 1.850         | 1.682         |